# Cimetière marin de Landévennec
Le cimetière marin de Landévennec est un cimetière marin situé dans la commune de Landévennec, dans le placître de l'église paroissiale Notre-Dame.

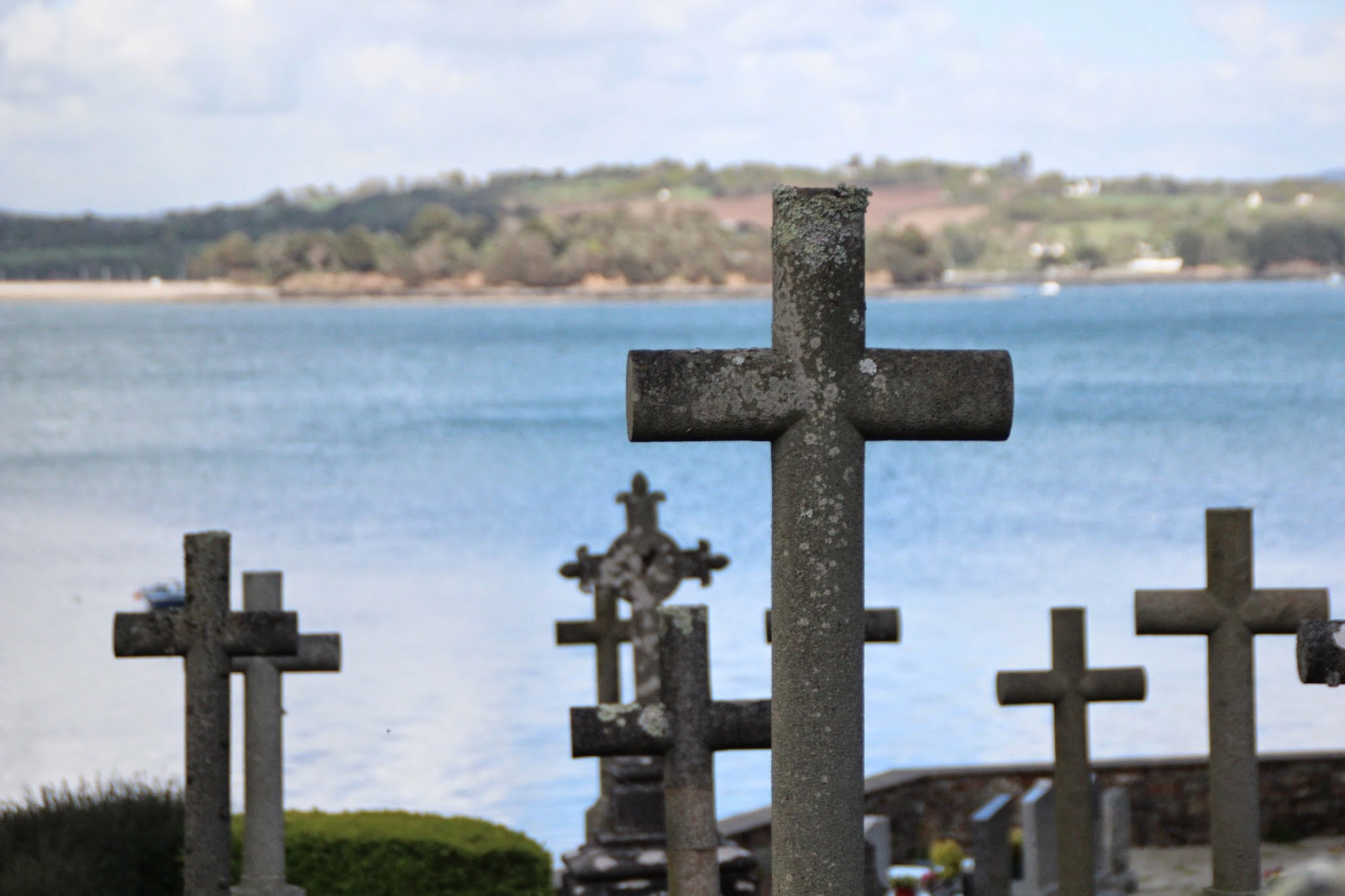
Le cimetière marin de Landévennec : croix de pierres tombales
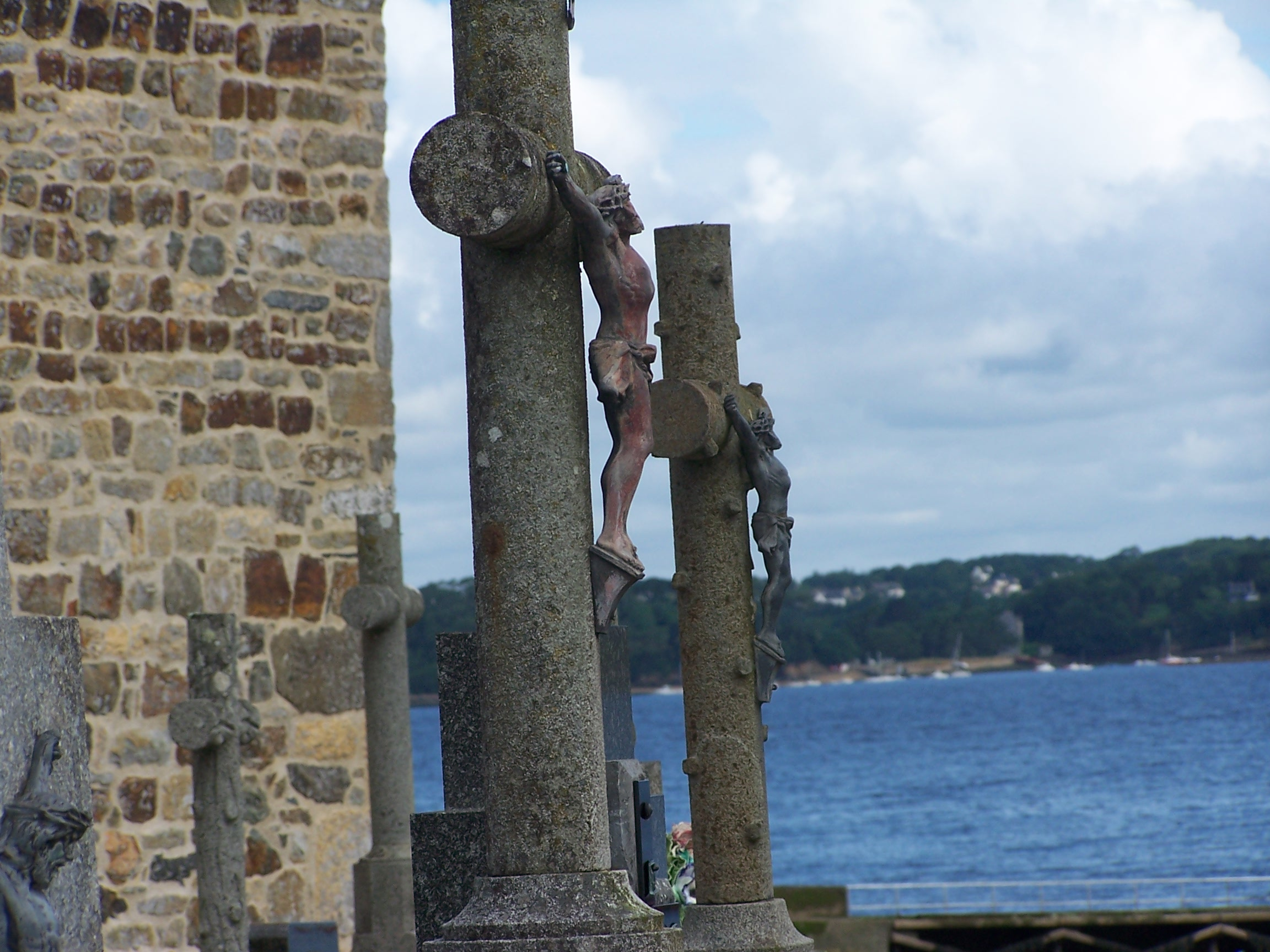
Le cimetière marin de Landévennec (détail) 1
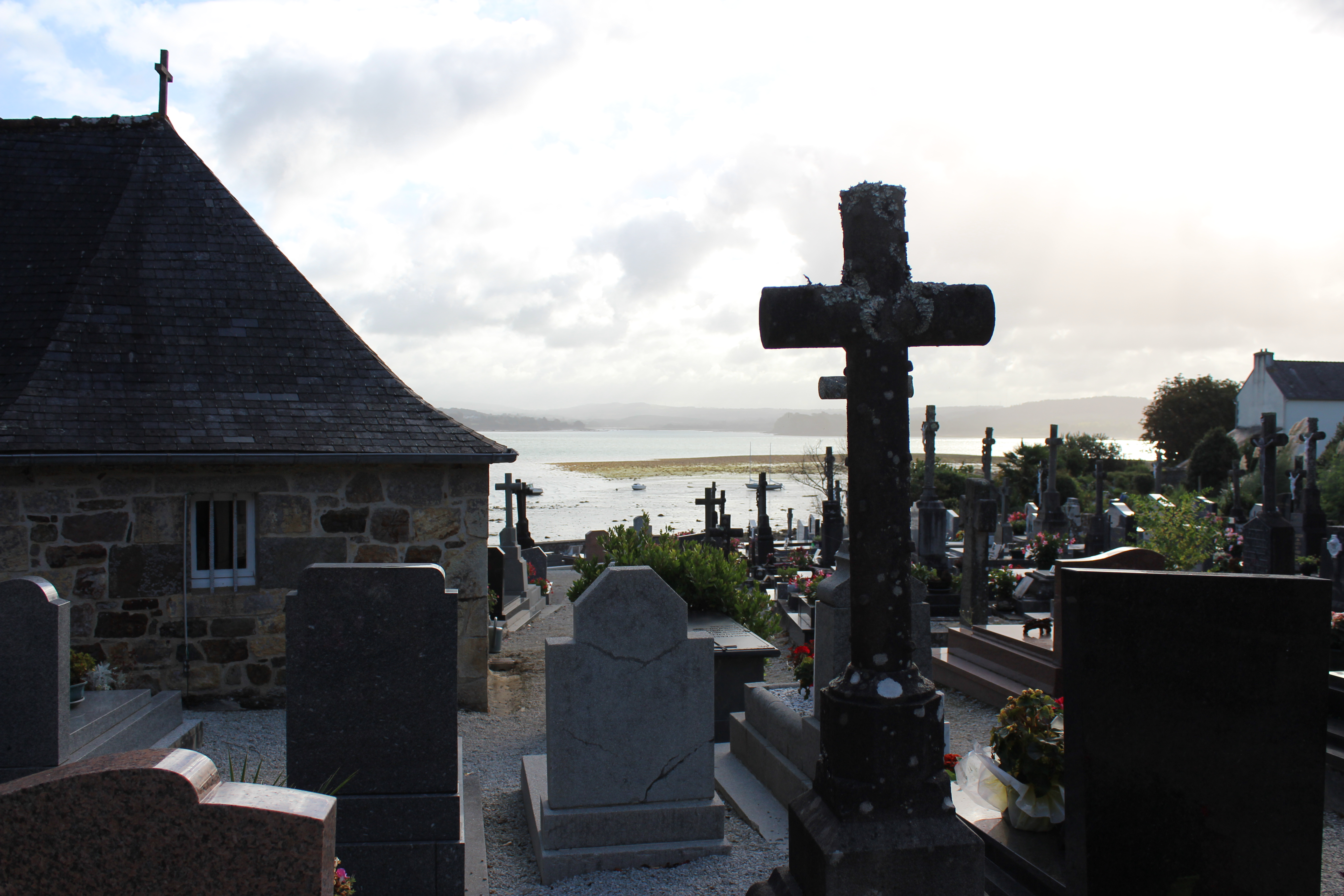
Le cimetière marin de Landévennec (détail) 2

Il existe aussi un cimetière des bateaux situé au sud de Landévennec: 48° 17′ 16″ N, 4° 16′ 38″ O